# 风入松 (古琴曲)
《风入松》是一首古琴曲。

## 古琴曲
《通志·乐略》载《风入松》为三十六杂曲之一。作者不详，传说为嵇康所作，一说为雍门周作，亦有说嵇康仅为作词的，亦说作词作曲皆为嵇康的。>

### 三十六杂曲
《通志·乐略》以为：蔡氏五弄、双凤、离鸾、归风、送远、幽兰、白雪、长清、短清、长侧、短侧、清调、大游、小游、明君、胡笳、广陵散、白鱼叹、楚妃叹、风入松、乌夜啼、楚明光、石上流泉、临汝侯子安之、流渐涸、双燕离、阳春弄、悦人弄、连珠弄、中挥清、畅志清、蟹行清、看客清、便僻清、婉转清。

## 风入松歌
《乐府诗集》卷六十有僧皎然《风入松歌》一首。

僧皎然

《琴集》曰：“《风入松》，魏嵇康所作也。”

西岭松声落日秋，千枝万叶风飗飗。

美人援琴弄成曲，写得松间声断续。

声断续，清我魂，流波坏陵安足轮。

美人夜坐月明里，含少商兮照清徵。

风何凄兮飘飉　，搅寒松兮又夜起。

夜未央，曲何长，金徽更促声泱泱。

## 词牌名
宋词有《风入松》词。
吴文英

听风听雨过清明，愁草瘗花铭。楼前绿暗分携路，一丝柳，一寸柔情。料峭春寒中酒，交加晓梦啼莺。

西园日日扫林亭，依旧赏新晴。黄蜂频扑秋千索，有当时纤手香凝。惆怅双鸳不到，幽阶一夜苔生。
一帆江上暮潮平，骑鹤过瑶京。湘波山色青天外，红香荡玉佩东丁。西圃仍圆夜月，南风微弄秋声。 

阿咸才俊玉壶冰，王母最怜生。万年枝上千年叶，垂杨鬓春共青青。连唤碧筒传酒，云回一曲双成。
画船帘密不藏香，飞作楚云狂。傍怀半卷金炉烬，怕暖销春日朝阳。清馥晴熏残醉，断烟无限思量。

凭阑心事隔垂杨，楼燕锁幽妆。梅花偏恼多情月，慰溪桥流水昏黄。哀曲霜鸿凄断，梦魂寒蝶幽扬。

一番疏雨洗芙蓉，玉冷佩丁东。辘轳听带秋声转，早凉生傍井梧桐。欢宴良宵好月，佳人修竹清风。

临池飞阁乍青红，移酒小垂虹。贞元供奉梨园曲，称十香深蘸琼锺。醉梦孤云晓色，笙歌一派秋空。

蝉声空曳别枝长，似曲不成商。御罗屏底翻歌扇，忆西湖临水开窗。和醉重寻幽梦，残衾已断熏香。 

兰舟高荡涨波凉，愁被矮桥妨。暮烟疏雨西园路，误秋娘浅约宫黄。还泊邮亭唤酒，旧曾送客斜阳。 

春风吴柳几番黄，欢事小蛮窗。梅花正结双头梦，被玉龙吹散幽香。昨夜灯前歌黛，今朝陌上啼妆。 

最怜无侣伴雏莺，桃叶已春江。曲屏先暖鸳衾惯，夜寒深都是思量。莫道蓝桥路远，行云只隔幽坊。
陈允平 

西清人住水云乡，心静日偏长。闲中自乐壶天趣，笑红尘谁是羲皇。叠嶂双溪争似，西湖雨色晴光。

碧龟巢处藕花香，波影浸书床。庭前一种红兰树，薰风又吹长瑶芳。竹外椿前舞彩，柳边槐底鸣珰。
曹冠

瑶烟敛散媚晴空，云淡奇峰。澄江金斗平波面，扁舟载蓑笠渔翁。仿佛辋川图上，依稀苕霅溪中。

舂锄掠水浪花重，飞傍芦丛。绮霞斜映征鸿影，供吟毫佳景无穷。顿起骑鲸游兴，泠然欲御清风。
白朴 

使君高宴出红梅，腰鼓揭春雷。更将红酒浇浓艳，风流梦不负花魁。千里江山吴楚，一时人物邹枚。

软金杯衬硬金杯，香挽洞庭回。西溪不减东山兴，欢摇动北海樽垒。老我天涯倦客，一杯醉玉先颓。
白君瑞 

一冬不见雪花飞，爱日荡晴晖。腊残未解寒塘冻，东风细已露春期。正是年时策马，相随村落寻梅。

故人别久信音稀，排闷有新诗。雁声北去江城暖，暗舒展花柳容仪。屈指烧灯不远，等闲休锁双眉。